# 한국종합기술금융
한국종합기술금융주식회사(韓國綜合技術金融株式會社)는 기업의 기술개발을 촉진함으로써 산업구조를 고도화하고, 국제경쟁력을 강화하여 국민경제발전에 기여하기 위하여 설립된 대한민국 과학기술처 산하 국영기업이다. 자본금은 5000억원이었으며 주식에 대한 주주권은 과학기술처 장관이 재정경제원 장관과 협의하여 이를 행사하도록 규정되어 있었다. 2000년 민영화되었다. 서울특별시에 소재하고 있었다.

## 설립 근거
- 한국기술개발주식회사법(특별법)
- 한국종합기술금융주식회사법[7]

## 연혁
- 1981년 5월 1일 한국기술개발주식회사 신설 (자본금 150억원)
- 1992년 7월 1일 한국기술개발주식회사를 폐지하고 한국종합기술금융주식회사 설립
- 1999년 2월 8일 한국종합기술금융주식회사법 개정으로 한국종합기술금융주식회사 폐지
- 2000년 3월 29일 KTB네트워크로 변경[8]

## 주요 업무
- 기업의 기술개발, 기업화 및 성장에 필요한 투자 및 융자
- 기업에 대한 기술 및 경영지도 업무
- 국가, 지방자치단체, 국제기구 및 기타의 단체 또는 기업이 위탁하는 기술개발관련 사업
- 위의 사업을 영위하기 위하여 필요한 자금의 조달을 위한 다음의 사업

- 기술개발금융채권의 발행
- 기술개발복권의 발행
- 국가, 지방자치단체, 정부가 출연·출자 또는 재투자한 기관 및 법률에 의하여 설치된 기금 또는 단체로부터의 자금의 예수
- 각종 기금, 금융기관 또는 외국등으로부터의 차입
- 기타 기술개발에 관련되는 사업으로서 대통령령이 정하는 사업